# Edificio Borja
El Edificio Borja se encuentra en la ciudad española de Alicante, en la confluencia de la plaza de España con la calle Pintor Murillo, en el barrio del Mercado. Fue construido entre los años 1935 y 1936 según el proyecto del entonces arquitecto municipal Miguel López González.

## Descripción
Ocupa un solar pentagonal en esquina muy regular que presenta un chaflán convexo en la fachada  que configura la plaza de España.
El edificio se compone de tres cuerpos. La parte central es la más maciza y los laterales disponen de miradores en voladizo, prolongados con balcones.
El proyecto original prefiguraba una construcción en cuatro pisos, pero la promulgación de la llamada Ley Salmón en 1935 propició que se pudiera modificar a su altura actual de siete, con planta baja para locales y dos viviendas residenciales por planta, excepto en el último nivel, compuesto por un pequeño estudio.
Su estética resulta moderna, alejada de otras obras expresionistas de su arquitecto, con repetición de elementos y ausencia total de adornos, y se aproxima a la milanesa Casa Lavezzari del italiano Giuseppe Terragni.